# Теорема
Теорема (латински: theōrēma, од грчког: theōrein што у преводу значи посматрати) је идеја чија се истинитост може доказати принципима дедуктивног закључивања. Разликује се од аксиома по томе што се њена истинитост може утврдити и за то служи поступак доказивања, односно извођења доказа. Лема је теорема која је међукорак у извођењу општије теореме. Короларија је теорема која је директна последица неке основне теореме или аксиома.
У математици, теорема је тврдња која је доказана или се може доказати. Доказ теореме је логички аргумент који користи правила закључивања дедуктивног система да би утврдио да је теорема логична последица аксиома и претходно доказаних теорема.
У главном току математике, аксиоми и правила закључивања се обично остављају имплицитно, и, у овом случају, они су скоро увек они из Зермело-Франкелове теорије скупова са аксиомом избора или мање моћне теорије, као што је Пеано аритметика. Значајан изузетак је Вајлсов доказ Фермаове последње теореме, који укључује Гротендикове универзуме чије постојање захтева додавање новог аксиома теорији скупова. Генерално, тврдња која се експлицитно назива теорема је доказан резултат који није непосредна последица других познатих теорема. Штавише, многи аутори квалификују као теореме само најважније резултате, а користе термине лема, пропозиција и последица за мање важне теореме.
У математичкој логици, концепти теорема и доказа су формализовани како би се омогућило математичко резоновање о њима. У овом контексту, искази постају добро обликоване формуле неког формалног језика. Теорија се састоји од неких основних исказа који се називају аксиоми, и неких дедуцирајућих правила (понекад укључених у аксиоме). Теореме теорије су тврдње које се могу извести из аксиома коришћењем правила дедукције. Ова формализација је довела до теорије доказа, која омогућава доказивање општих теорема о теоремама и доказима. Конкретно, Геделове теореме о некомплетности показују да свака конзистентна теорија која садржи природне бројеве има истините исказе о природним бројевима који нису теореме теорије (то јест, не могу се доказати унутар теорије).
Како су аксиоме често апстракције својстава физичког света, теореме се могу сматрати изразом неке истине, али за разлику од појма научног закона, који је експерименталан, оправдање истинитости теореме је чисто дедуктивно.

## Епистемолошка разматрања
Многе математичке теореме су условне изјаве, чији докази изводе закључке из услова познатих као хипотезе или премисе. У светлу тумачења доказа као оправдања истине, закључак се често посматра као неопходна последица хипотеза. Наиме, закључак је тачан у случају да су хипотезе тачне — без икаквих даљих претпоставки. Међутим, кондиционал се такође може различито тумачити у одређеним дедуктивним системима, у зависности од значења која се приписују правилима извођења и условном симболу (нпр. некласична логика).
Пошто теореме леже у сржи математике, оне су такође централне за њену естетику. Теореме се често описују као „тривијалне“, или „тешке“, или „дубоке“, или чак „лепе“. Ови субјективни судови се разликују не само од особе до особе, већ и од времена и културе: на пример, како се добије доказ, поједностављен или боље схваћен, теорема која је некада била тешка може постати тривијална. С друге стране, дубока теорема се може изрећи једноставно, али њен доказ може укључивати изненађујуће и суптилне везе између различитих области математике. Последња Фермаова теорема је посебно познат пример такве теореме.

## Неформални приказ теорема
Логички, многе теореме су у облику индикативног кондиционала: Ако је А, онда је Б. Таква теорема не истиче Б — само да је Б неопходна последица А. У овом случају, А се назива хипотеза теореме („хипотеза” овде значи нешто сасвим другачије од претпоставке), и Б је закључак теореме. Они заједно (без доказа) се називају пропозицијом или исказом теореме (нпр. „Ако је А, онда је Б“ пропозиција). Алтернативно, А и Б се такође могу назвати претходним и последичним. Теорема „Ако је n паран природан број, онда је n/2 природан број“ је типичан пример у коме је хипотеза „n је паран природан број“, а закључак је „n/2 је такође природан број број".
Неке теореме су „тривијалне“, у смислу да следе из дефиниција, аксиома и других теорема на очигледан начин и не садрже никакве изненађујуће увиде. Неки се, с друге стране, могу назвати „дубоким“, јер њихови докази могу бити дуги и тешки, укључивати области математике које се површно разликују од изјаве саме теореме, или показују изненађујуће везе између различитих области математике. Теорема може бити једноставна за навођење, а ипак дубока. Одличан пример је последња Фермаова теорема, и постоји много других примера једноставних, али дубоких теорема у теорији бројева и комбинаторици, између осталих области.
Друге теореме имају познат доказ који се не може лако записати. Најистакнутији примери су теорема о четири боје и Кеплерова претпоставка. Познато је да су обе ове теореме тачне само тако што се могу свести на рачунарску претрагу која се затим верификује рачунарским програмом. У почетку, многи математичари нису прихватили овај облик доказа, али је временом постао широко прихваћен. Математичар Дорон Зеилбергер је чак отишао толико далеко да тврди да су ово можда једини нетривијални резултати које су математичари икада доказали. Многе математичке теореме се могу свести на једноставно израчунавање, укључујући полиномске идентитете, тригонометријске идентитете и хипергеометријске идентитете.

## Познате математичке теореме
Питагорина теорема, Талесова теорема, последња Фермаова теорема, Централна гранична теорема...

## Теореме у техничким наукама
У основи су такође математичке само се изводе од основних физичких закона односно имају конкретно физичко тумачење.
Никвистова теорема о одабирању, Шенонова теорема, Гаусова теорема, теорема о топлоти (3. закон термодинамике)...

## Теореме у другим наукама
Постоје и у економији, хемији итд.